# Kišava
Kišava är en ort i Nordmakedonien. Den ligger i kommunen Bitola, i den södra delen av landet, 120 kilometer söder om huvudstaden Skopje. Kišava ligger 818 meter över havet och antalet invånare är 308.